# Prémio Nebula

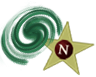
Símbolo para o vencedor do Prêmio Nebula de melhor romance.

O Prémio Nebula (Nebula Award, em inglês), é um galardão concedido anualmente pelo Science Fiction and Fantasy Writers of America (SFWA), para os melhores trabalhos de ficção científica/fantasia publicados nos Estados Unidos durante os dois anos precedentes.
Não há premiação em dinheiro, sendo o prémio em si um bloco transparente com uma nebulosa espiral embutida nele. Todavia, as editoras raramente deixam de citar que uma obra ganhou o prémio, e, como uma marca de distinção conferida por outros autores de FC, parece razoável supor que o Nebula incrementa as vendas.

## Categorias de premiação
O Nebula concede prémios em cinco categorias diferentes: romance, novela, noveleta, conto e guião (roteiro).
As categorias são definidas por sua extensão em palavras, da forma como se segue:
- Romance: uma obra com 40 000 palavras ou maior;
- Novela: uma obra com pelo menos 17 500 palavras, mas abaixo de 40 000 palavras;
- Noveleta: uma obra com pelo menos 7 500 palavras, mas abaixo de 17 500 palavras;
- Conto uma obra abaixo de 7 500 palavras;
- Guião: um roteiro para cinema, TV, rádio ou peça teatral.

Adicionalmente, desde 1999 tem sido concedido anualmente um Nebula para o melhor guião dramático, mas os membros do SFWA se dividem quanto a sua conveniência, e esta categoria pode deixar de existir nos próximos anos.

## História
Os primeiros Nebulas foram concedidos em 1965. Duna, de Frank Herbert, foi o vencedor na categoria novela.
Entre outros notáveis ganhadores, incluem-se:
- Isaac Asimov
- Greg Bear (três vezes)
- Roger Zelazny (três vezes)
- Orson Scott Card (duas vezes)
- Arthur C. Clarke (duas vezes)
- Samuel R. Delany (duas vezes)
- Harlan Ellison (três vezes)
- Neil Gaiman (duas vezes)
- William Gibson
- Joe Haldeman (quatro vezes)
- Ursula K. Le Guin (três vezes)
- Vonda McIntyre (duas vezes)
- Lois McMaster Bujold (três vezes)
- Larry Niven
- Frederik Pohl (duas vezes)
- Kim Stanley Robinson (duas vezes)
- Theodore Sturgeon
- Connie Willis